# Ar-Rašíd SC
Ar-Rašíd SC (arabsky نادي الرشيد الرياضي‎, anglicky Al-Rasheed Sports Club) byl irácký sportovní klub se sídlem v Bagdádu. Jeho profesionální fotbalový tým hrál v irácké Premier League, nejvyšší úrovni iráckého fotbalu, od roku 1984 do roku 1990. Domovským stadionem klubu byl stadion Al-Karkh (tehdy známý jako stadion Al-Rašíd).
Ar-Rašíd, založený v roce 1983 Udajem Husajnem, synem Saddáma Husajna, v první sezóně své existence postoupil do nejvyšší ligy a vyhrál 3 ligové tituly v řadě, 2 FA Cupy, 3 tituly Arabského poháru mistrů, a dostal se do finále Mistrovství Asie klubů 1988–89. V roce 1990 byl klub rozpuštěn a všechen jeho majetek, stejně jako jeho místo v nejvyšší divizi, byly převedeny na Al-Karkh SC.

## Historie
Udaj Husajn založil 23. listopadu 1983 nový sportovní klub s názvem Ar-Rašíd. Tým byl Udajem zařazen přímo do druhé divize iráckého fotbalu. Několik dní po svém založení odehráli svůj první zápas ve druhé divizi (Bagdádská skupina) proti týmu Al-Karkh, který je o sedm let později nahradí; Ar-Rašíd vyhrál zápas 4:0. Postoupili do irácké Premier League ve své vůbec první sezóně, poté, co dosáhli titulu ve 2. divizi tím, že v posledním utkání porazili Al-Najaf 1:0. Udaj Husajn přivedl do klubu, který trénoval Ammo Baba, v té době hlavní trenér národního týmu, většinu hráčů iráckého národního týmu. Nejoblíbenější z nich byli Ahmed Radhi, Adnan Dirjal, Samir Shaker, Haris Mohammed, Habib Jafar a Laith Hussein. Mnoho z nich, včetně Ahmeda Radhiho, bylo donuceno vstoupit do klubu a neměli na výběr. Udaj Husajn byl také známý tím, že potrestal hráče, kteří neměli dobrou výkonnost, tak, že přikázal svým strážcům, aby je bili, a často je nutil, aby si před zápasy úplně oholili hlavy, aby je zahanbil na veřejnosti. Fakt, že si klub vzal většinu z nejlepších hráčů Iráku a tím udělal domácí ligu méně napínavou, způsobil, že tým byl mezi fanoušky velmi nepopulární.
Ar-Rašíd dominoval iráckému fotbalu od založení klubu až do jeho rozpuštění. Ve své první sezóně v irácké Premier League, sezóně 1984–85, byl Ar-Rašíd na 1. místě se 43 body, ale kvůli nedohrání ligy nebyli vyhlášeni žádní mistři. Po opuštění ligy založil Ar-Rašíd Al-Rasheed Cup, který obsahoval 12 ze 14 týmů 1. irácké ligy a čtyři týmy nižší divize. Ar-Rašíd tento turnaj vyhrál tím, že ve finále porazil Al-Zawra'a. Klub se účastnil mistrovství asijských klubů v letech 1985–86, ale byli vyřazeni ve 2. kole kvalifikace. Tým skončil na 2. místě v irácké lize 1985–86, ale vyhrál Saddámův mezinárodní turnaj v roce 1986, který zahrnoval týmy z celého světa, včetně Iráku, Brazílie, Keni, Jordánska, Maroka a Kuvajtu.  Pod vedením Ammo Baba vyhráli ligu v sezóně 1986–87 spolu s iráckým FA Cupem poté, co porazili Al-Jaish. V asijském klubovém mistrovství 1987 byli vyřazeni v závěrečné skupinové fázi. Další dvojnásobný úspěch se dostal pod vedením Jamala Saliha v sezóně 1987–88. V sezóně 1988–89 vyhrál Ar-Rašíd ligu naposledy. Ar-Rašíd se stal prvním týmem, který vyhrál iráckou Premier League třikrát za sebou od jejího založení v roce 1974.
Ar-Rašíd také vyhrál třikrát za sebou Arabský pohár mistrů; porazil USM El Harrach v roce 1985 na stadionu Al-Shaab, ES Tunis v roce 1986 na Stade El Menzah  a Al-Ittihad ve finále z roku 1987 na stadionu prince Faisala bin Fahda. Ar-Rašíd také skončil třetí v Arabském poháru vítězů pohárů z roku 1989. Největším úspěchem Ar-Rašídu v soutěžích AFC je to, že dosáhli 2. místa na Mistrovství Asie klubů 1988–89 poté, co podlehli Al-Saddu na pravidlo o gólech venku. Byli prvním iráckým týmem, který se dostal do finále hlavní asijské klubové soutěže od Al Shorta SC v roce 1971. V příštím ročníku Mistrovství asijských klubů v letech 1989–90 byl Ar-Rašíd velmi blízko k opětovnému dosažení finále, ale nepodařilo se mu to. Také se jim nepodařilo vyhrát ligový titul a nepodařilo se jim vyhrát pohár, protože byli okamžitě trapně vyřazeni týmem Al-Tijara, který nebyl ani v nejvyšší divizi, celkem 3:2. Proto ukončili sezónu bez zisku jediné trofeje.
Dne 18. srpna 1990 se irácký olympijský výbor rozhodl rozpustit sportovní klub Ar-Rašíd a převést všechen jeho majetek na sportovní klub Al-Karkh a v irácké Premier League nahradit Ar-Rašíd týmem Al-Karkh. Předpokládá se, že rozhodnutí o rozpuštění klubu učinil Saddám Husajn, kvůli tomu, že klub byl mezi příznivci a hráči velmi nepopulární a fanoušci často skandovali proti týmu.

## Úspěchy
- Irácká liga (3): 1986–87, 1987–88, 1988–89
- Irácký pohár (2): 1986–87, 1987–88
- Finále Asijského mistrovství klubů (1): 1988–89
- Arabský pohár mistrů (3): 1985, 1986, 1987

## Basketbal

### Úspěchy
- Irácká liga (3): 1984–85, 1985–86, 1986–87
- Arabské mistrovství klubů (3): 1987, 1988, 1990